# Philipp Johann Heinrich Fauth
Philipp Johann Heinrich Fauth (Bad Dürkheim, 19 de março de 1867 - Grünwald, 4 de janeiro de 1941) foi um selenógrafo alemão. Nascido em Bad Dürkheim, trabalhou como professor de ensino básico.

## Biografia
Seu interesse pela astronomia começou quando seu pai lhe mostrou um dos cometas Coggia. Como um astrônomo amador, ele estudou as formações da Lua com grande intensidade e meticulosidade. Ele compilou um extenso atlas da Lua entre 1884 e 1940 (que somente foi completamente publicado em 1964, e é considerado hoje um livro raro). Seu livro Unser Mond foi publicado na cidade de Bremen em 1936.